# Natalja Estemirova

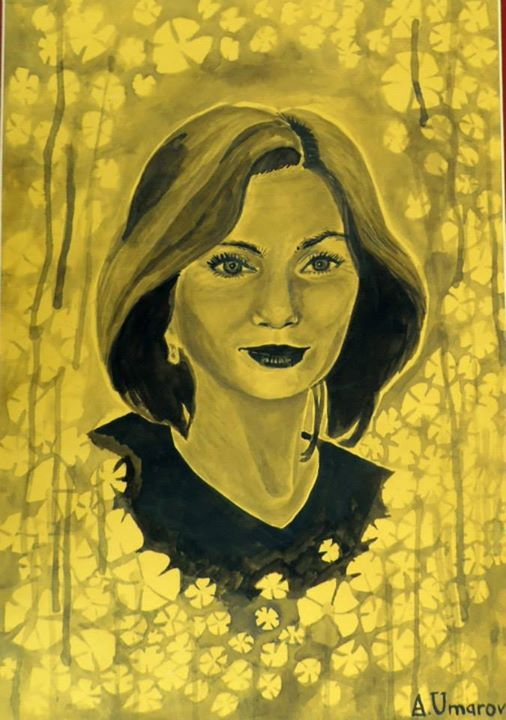
Natalja Estemirova

Natalja Choesainovna Estemirova (Russisch: Наталья Хусаиновна Эстемирова) (Kamysjlov, 28 februari 1958 of 1959 of 1965 - Gazi Joert (Ingoesjetië), 15 juli 2009) was een Russische historica, journaliste en mensenrechtenactiviste in de Noordelijke Kaukasus, met name in Tsjetsjenië. Estemirova studeerde geschiedenis in Grozny en journalistiek in Moskou. Tot 1998 was zij actief als lerares. 
Estemirova werkte voor de burgerrechtenorganisatie Memorial. Ze was goed bevriend met de in 2006 vermoorde journaliste Anna Politkovskaja en een kennis van de in januari 2009 eveneens vermoorde mensenrechtenadvocaat Stanislav Markelov. Estemirova hielp familieleden die op zoek waren naar ondergedoken verwanten en bracht de door de overheid getolereerde ontvoeringen en folteringen van burgerrechtenactivisten in de openbaarheid. De Tsjetsjeense president Ramzan Kadyrov bekritiseerde persoonlijk haar activiteiten.
In 2005 kreeg Estemirova de Robert Schuman-medaille op voorspraak van de fractie van de Europese Volkspartij. Voor haar inzet voor de mensenrechten kreeg zij in 2007 de Politkovskaja-prijs, die aan haar werd toegekend door het Nobel Women’s Initiative en is genoemd naar de journaliste met wie zij had samengewerkt.
Natalja Estemirova werd op 15 juli 2009 voor haar woning in de Tsjetsjeense hoofdstad Grozny ontvoerd en dezelfde dag in een bos nabij het dorp Gazi Joert in de rajon Nazran van de buurrepubliek Ingoesjetië met twee kogelwonden, een in het hoofd en een in de borst, dood teruggevonden.